# جغادك
مدينة جغادك هي مدينة إيرانية وفي بلدة مركزي التابع لمقاطعة بوشهر من محافظة بوشهر في جنوب إيران، كان عدد سكانها سنة 2004 حوالي 16425 نسمة.